# Redbubble
Redbubble és un botiga en línia global per a productes d'impressió per encàrrec basats en il·lustracions enviades pels seus creadors. L'empresa va ser fundada el 2006 a Melbourne i compta amb oficines a San Francisco i Berlín.
L'empresa opera principalment a internet i permet als usuaris vendre les seves obres d'art estampades en una diversitat de productes com estampes, samarretes, dessuadores amb caputxa, pòsters, coixins, fundes nòrdiques, roba interior, calcomanies, faldilles i bufandes. La companyia respecta els drets d'autor del treball dels artistes, que regulen els seus propis preus i decideixen quins productes poden mostrar les seves imatges.